# Torre de guaita de Portell
El castell de Portell o torre de guaita de Portell, és al capdamunt de la petita ondulació del terreny que ocupa Portell, entitat de població de Sant Ramon (La Segarra).

## Història

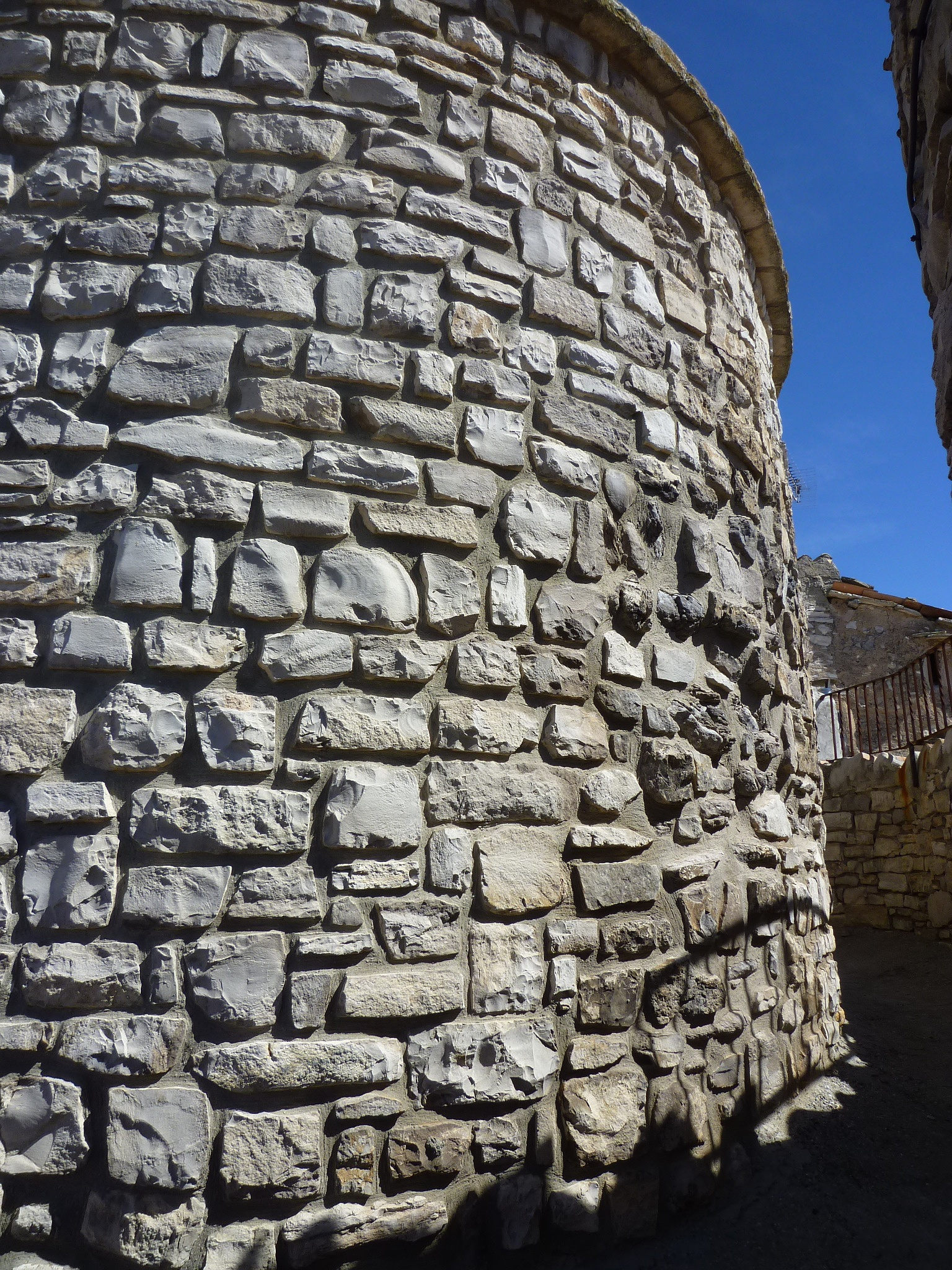
Castell de Portell (setembre 2012)

Els orígens del castell es remunten a la primera meitat del segle xi. quan s'ocupà aquest zona de la Segarra que s'incorporà al comtat de Berga. La primera referència és de l'any 1035 en el testament del comte Guifré II de Cerdanya el qual llegà el castell de Portell al seu fill Bernat. L'any 1042, en el seu testament sacramental, Bonfill Sanç, senyor de Llobera, llegà els castell de Portell, la Clua i Peracamps a la seva muller Amaltruda, filla del vescomte de Cardona. Els Llobera van mantenir el domini sobre el terme de Portell fins al 1190.
Hi ha dues convinences documentades l'any 1066 acordades entre Eribau de Llobera i el castlà Ramon, fill d'Oruça. Els Llobera cediren la castlania del castell a diversos feudataris. Guillem de Ponts en fou castlà abans del 1152 i els seus descendents n'eren el 1197. Apareixen també com a castlans Albert de Lliçà o Berenguer de Montlleó.
L'any 1190 Pere de Llobera ingressà com a canonge de Santa Maria de Solsona i donà a la canònica el castell de Portell en canvi de 1000 sous barcelonesos i 200 sous jaquesos. Als anys següents diversos senyors que tenien drets en el terme els anaren cedint o venent a la canònica solsonina. Finalment, el 1263, Guillem de Montoliu, darrer feudatari, va fer donació a la canònica dels seus drets sobre el castell i la vila de Portell. La canònica, i més tard el bisbat, foren senyors jurisdiccionals fins a l'abolició dels senyorius al segle xix.

## Arquitectura
De l'antic castell actualment només en resta la part inferior de la torre mestra, cilíndrica. La torre té un diàmetre de 6 m. La prat inferior devia ésser massissa. A partir de si fa no fa uns 4 m començaven uns murs perimetrals circulars amb un gruix d'un m. Segurament en aquest nivell o més amunt, hi havia l'única porta d'accés. L'aparell exterior de l'estructura basal està format per carreus de pedra calcària de mitjanes dimensions (15 cm d'alt per 18 cm de llarg) poc treballats, lligats amb morter i formant filades irregulars.
A causa de les característiques de l'aparell, aquesta construcció s'ha de datar en un moment molt proper a l'any 1000. Fou l'origen del maixement de la població, construïda sobretot al llarg del Carrer Major que s'estén a la seva banda meridional.